# Maribel Forcadas Berdusán
Maribel Forcadas Berdusán (Uncastillo, Zaragoza, 4 de junio de 1949 - Guecho, Vizcaya, 14 de junio de 2012) fue una médica y profesora de Universidad española, especializada en neurología y epileptología.

## Primeros años y formación
Maribel Forcadas residió durante sus primeros años en varios pueblos del Pirineo aragonés, donde su padre ejercía como médico internista. Surgió en ella una temprana vocación que la llevó a cursar la carrera de Medicina entre 1967 y 1973 en la Universidad de Zaragoza. Realizó la residencia en medicina interna en el Hospital de Cruces, en Guecho.
Descubre la neurofisiología y la neurología, bajo la influencia de Pedro Madoz y Juanjo Zarranz, y realiza una estancia en el Hospital Pelegrin de Burdeos, con el profesor Hugues Loiseau. Esto la lleva a dedicarse de modo definitivo a la neurología, y más concretamente a la epileptología.

## Carrera profesional
Desde octubre de 1982 trabajó como profesora ayudante en la Universidad del País Vasco donde realizó su doctorado. En 1990 fue nombrada profesora asociada y desde 1996 ejerció como profesora titular de Patología y Clínica Médica de la Facultad de Medicina de dicha universidad.
Compaginó su labor docente con la tarea asistencial en el Hospital de Cruces donde ejercía el puesto de jefa de sección del Servicio de Neurología, creó la unidad de epileptología e introdujo la cirugía de la epilepsia.
Escribió numerosos artículos y libros entre los que destaca Epilepsia y mujer (ISBN: 8481745944, Elsevier, 2001). Falleció en junio de 2012 de un cáncer de colon.